# Liste der Abgeordneten zum Salzburger Landtag (Herzogtum, 8. Wahlperiode)
Diese Liste der Abgeordneten zum Salzburger Landtag (Herzogtum, 8. Wahlperiode) listet alle Abgeordneten zum Salzburger Landtag des Herzogtums Salzburg in der 8. Wahlperiode auf. Die Angelobung der Abgeordneten erfolgte am 26. Jänner 1897, wobei der Landtag 26 Abgeordnete umfasste. Dem Landtag gehörten dabei 5 Vertreter des „Großgrundbesitzes“ (GG), 2 Vertreter der Handels- und Gewerbekammer (HGK), 10 Vertreter der Städte und Märkte (SM) und 8 Vertreter der Landgemeinden (LG) an. Hinzu kam die Virilstimme des Salzburger Erzbischofs.

## Sessionen
Die 8. Wahlperiode war in sechs Sessionen unterteilt:
- I. Session: vom 26. Jänner 1897 bis 9. März 1897 (15. Sitzungen)
- II. Session: vom 10. Jänner 1898 bis 1. März 1898 (17. Sitzungen)
- III. Session:
- IV. Session: vom 29. Dezember 1899 bis zum 5. Mai 1900  (14. Sitzungen)
- V. Session: vom 17. Dezember 1900 bis zum 26. Juli 1901 (14. Sitzungen)
- VI. Session: vom 27. Dezember 1901 bis zum 29. Juli 1902 (14. Sitzungen)

## Landtagsabgeordnete
| Name                       | Wahlklasse  | Region                                                | Anmerkung                                         |
| -------------------------- | ----------- | ----------------------------------------------------- | ------------------------------------------------- |
| Eberhart Josef             | SM          | Zell am See, Saalfelden, Mittersill, Lofer, Taxenbach |                                                   |
| Eder Ignaz                 | SM          | Stadt Salzburg                                        |                                                   |
| Fötschl Jakob              | LG          | Tamsweg                                               |                                                   |
| Friembichler Andrä         | LG          | Salzburg                                              |                                                   |
| Fuchs Viktor               | LG          | Zell am See                                           | erst am 27. Jänner 1897 angelobt                  |
| Fürschnaller Alois         | LG          | Zell am See                                           |                                                   |
| Gmachl Johann              | GG          |                                                       |                                                   |
| Grimm Franz                | SM          | Neumarkt, Seekirchen, Straßwalchen, Oberndorf         | im Jahr 1899 ausgeschieden                        |
| Haagn Julius               | SM          | Stadt Salzburg                                        |                                                   |
| Haller Johannes Evangelist | Virilstimme |                                                       | am 5. April 1900 verstorben                       |
| Hölzl Alois                | GG          |                                                       |                                                   |
| Hueber Anton               | SM          | Neumarkt, Seekirchen, Straßwalchen, Oberndorf         | am 29. Dezember 1899 für Franz Grimm angelobt     |
| Katschthaler Johannes      | Virilstimme |                                                       | am 19. Dezember 1900 für Johannes Haller angelobt |
| Keil Franz                 | HK          |                                                       |                                                   |
| Leitner Josef              | GG          |                                                       |                                                   |
| Lettmayr Josef             | SM          | Tamsweg, St. Michael, Mauterndorf                     |                                                   |
| Monuth Matthias            | LG          | St. Johann                                            |                                                   |
| Prinzinger August          | GG          |                                                       |                                                   |
| Rottensteiner Alois        | LG          | Salzburg                                              |                                                   |
| Schaber Simon              | LG          | Salzburg                                              |                                                   |
| Scheiblbrandtner Josef     | SM          | Radstadt                                              |                                                   |
| Schitter Franz             | SM          | St. Johann, Werfen, Gastein, St. Veit, Wagrein        |                                                   |
| Schumacher Albert          | SM          | Hallein                                               |                                                   |
| Siller Michael             | GG          |                                                       | am 10. Jänner 1898 für Johann Stadler angelobt    |
| Spängler Otto              | SM          | Stadt Salzburg                                        |                                                   |
| Stadler Johann             | GG          |                                                       | vor 1898 ausgeschieden                            |
| Windhofer Josef            | SM          | Golling, Kuchl, Abtenau                               |                                                   |
| Winkler Alois              | LG          | St. Johann                                            |                                                   |
| Zeller Ludwig              | HK          |                                                       | erst am 27. Jänner 1897 angelobt                  |